# Lenske, Ciornomorske
Lenske (în ucraineană Ленське) este un sat în comuna Krasnoiarske din raionul Ciornomorske, Republica Autonomă Crimeea, Ucraina.

## Demografie
Componența lingvistică a localității Lenske
     Tătară crimeeană (64,34%)
     Rusă (27,62%)
     Ucraineană (7,34%)
Conform recensământului din 2001, majoritatea populației localității Lenske era vorbitoare de tătară crimeeană (64,34%), existând în minoritate și vorbitori de rusă (27,62%) și ucraineană (7,34%).